# 宋启根
宋达泉（1932年—），男，广东鹤山人，中国结构工程专家，曾任南京工学院结构力学研究室主任、教授、博士生导师。